# Špýchar Bolesław (centrum)
Špýchar Bolesław (centrum), polsky Spichlerz Bolesław (centrum) nebo Lamus Bolesław (centrum), se nachází na adrese Główna 34, ve vesnici Bolesław, ve gmině Krzyżanowice, okrese Ratioř, Slezském vojvodství v jižním Polsku. Je to jeden ze tří historických špýcharů ve vesnici, které se také nacházejí na stejné ulici. 

## Další informace
Je to roubená stavba s hlíněnou omítkou, která se využívala primárně jako sklad pro úrodu, především obilniny. Stavba pochází z přelomu 18. a 19. století a je to nejstarší dochovaný špýchar ve vesnici. Před špýcharem se nachází studna s pumpou. Špýchar je zanedbaný, avšak je památkově chráněn.

## Galerie

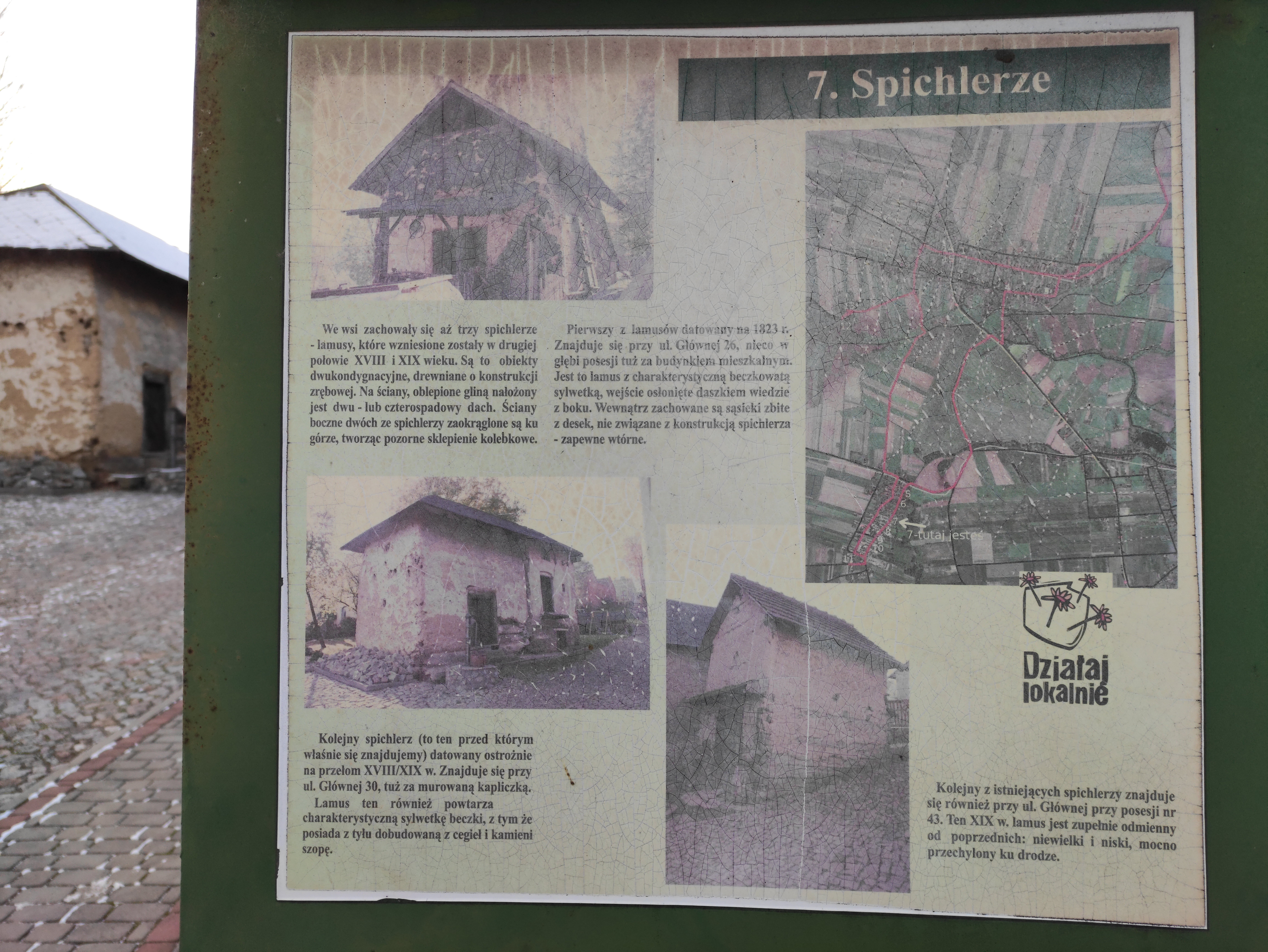
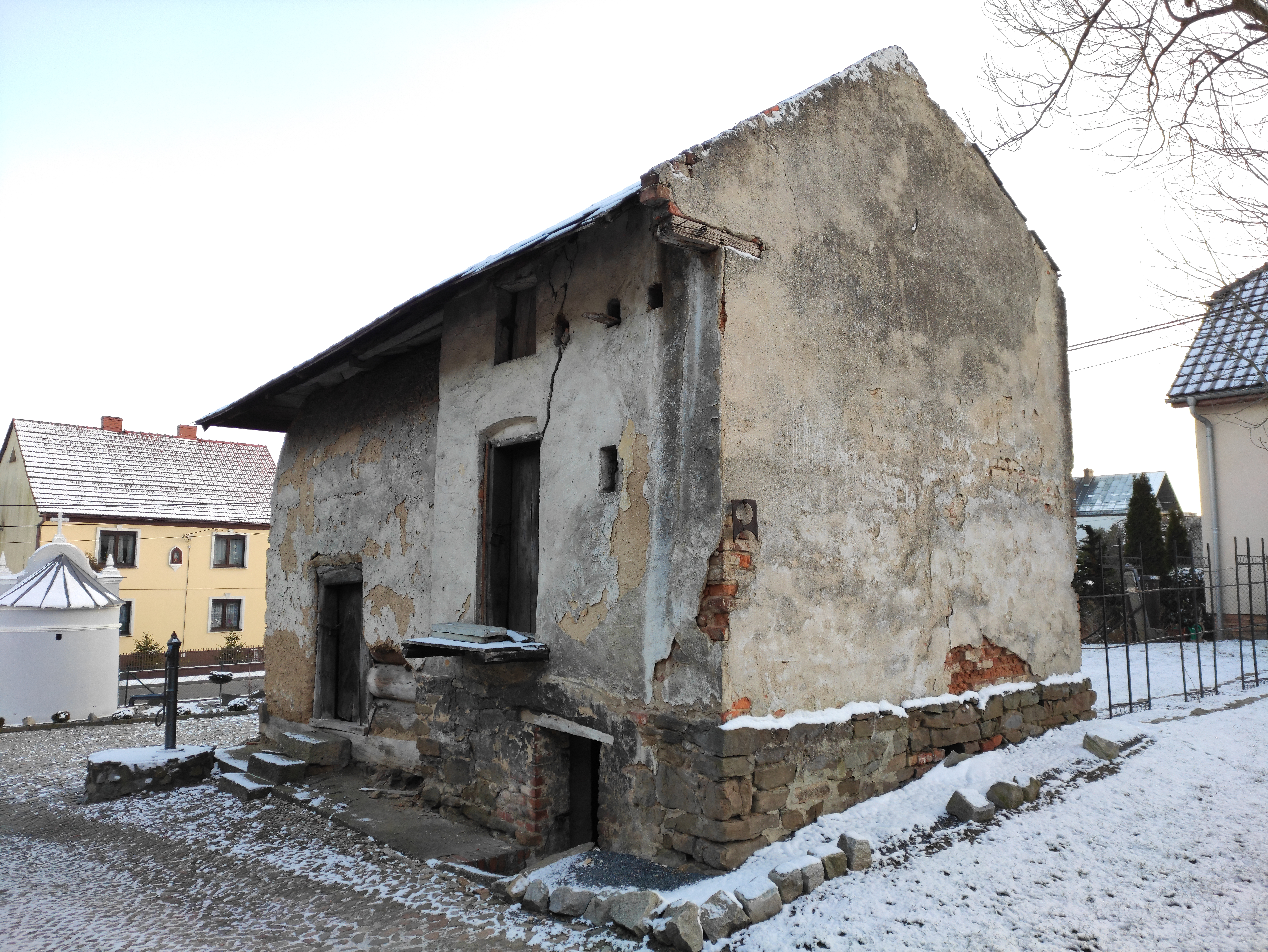